# Mira (Italië)

Mira is een gemeente in de Italiaanse provincie Venetië (regio Veneto) en telt 37.672 inwoners (31-12-2004). De oppervlakte bedraagt 98,9 km², de bevolkingsdichtheid is 381 inwoners per km².
De volgende frazioni maken deel uit van de gemeente: Mira Taglio, Mira Porte, Marano, Borbiago, Oriago, Gambarare, Malcontenta.
Villa Widmann-Foscari is gelegen in de gemeente.

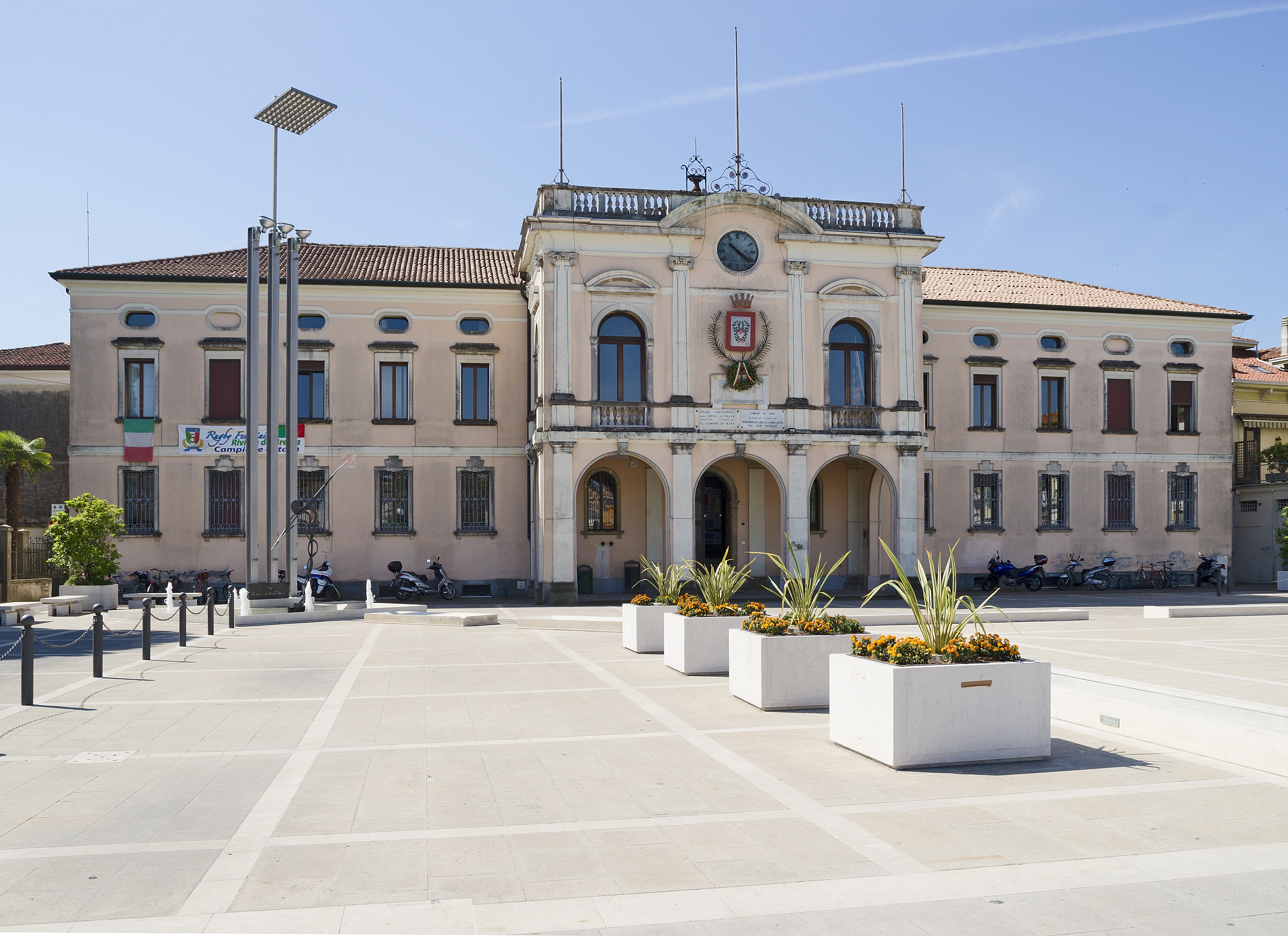
Stadhuis.

## Demografie
Mira telt ongeveer 14.886 huishoudens. Het aantal inwoners daalde in de periode 1991-2001 met 3,0% volgens cijfers uit de tienjaarlijkse volkstellingen van ISTAT.
| Jaar | Inwoneraantal |
| ---- | ------------- |
| 1991 | 36.432        |
| 2001 | 35.355        |

## Geografie
De gemeente ligt op ongeveer 6 meter boven zeeniveau.
Mira grenst aan de volgende gemeenten: Campagna Lupia, Dolo, Mirano, Pianiga, Spinea, Venetië.

## Zie ook

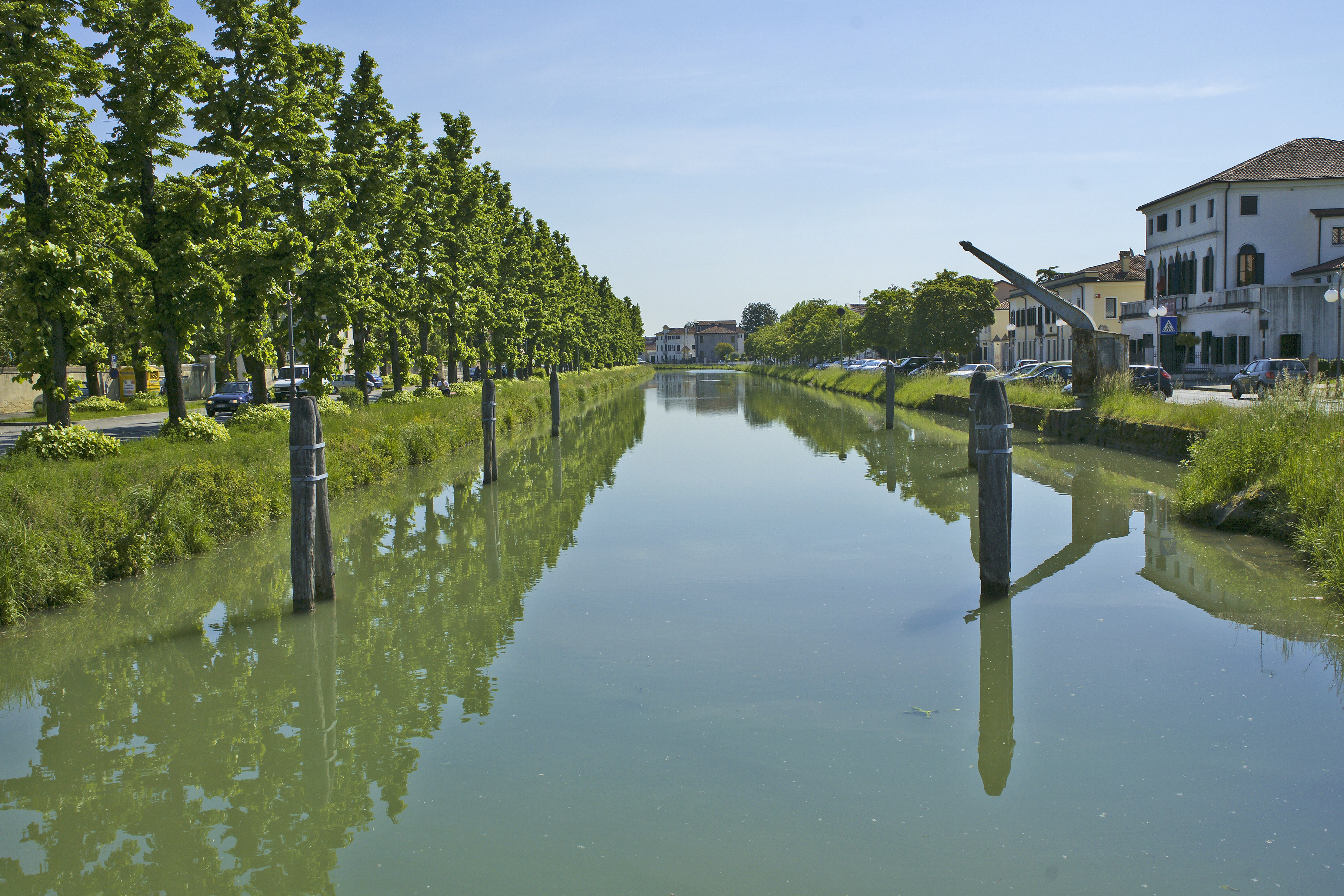
Brentakanaal Mira